# Port-le-Grand
Port-le-Grand település Franciaországban, Somme megyében. Lakosainak száma 268 fő (2022. január 1.). Port-le-Grand Buigny-Saint-Maclou, Grand-Laviers, Noyelles-sur-Mer, Saigneville és Sailly-Flibeaucourt községekkel határos.

## Népesség
A település népességének változása:
| Lakosok száma | 281  | 282  | 283  | 283  | 289  | 288  | 286  | 277  | 268  |
|               | 2013 | 2015 | 2016 | 2017 | 2018 | 2019 | 2020 | 2021 | 2022 |